# Bangestān
Bangestān (persiska: Bangestān-e Bālā, Tangestān, بنگستان) är en ort i Iran.   Den ligger i provinsen Khuzestan, i den centrala delen av landet, 500 km söder om huvudstaden Teheran. Bangestān ligger 188 meter över havet och antalet invånare är 264.
Terrängen runt Bangestān är platt västerut, men österut är den kuperad. Runt Bangestān är det ganska tätbefolkat, med 58 invånare per kvadratkilometer. Närmaste större samhälle är Rāmhormoz, 4,1 km väster om Bangestān. Omgivningarna runt Bangestān är i huvudsak ett öppet busklandskap.